# Агнесса Гогенлоэ-Лангенбургская
Мария Агнесса Генриетта Гогенлоэ-Лангенбургская (нем. Agnes zu Hohenlohe-Langenburg; 5 декабря 1804, Лангенбург — 9 сентября 1835, Хайд, королевство Богемия, Австрийская империя) — принцесса Гогенлоэ-Лангенбургская, в браке — наследная принцесса Левенштейн-Вертгейм-Розенбергская.

## Биография
Агнесса родилась стала десятым ребёнком и восьмой дочерью в семье князя Карла Людвига Гогенлоэ-Лангенбургского и его супруги графини Амалии Генриетты Сольмс-Барутской (1768—1847).
В возрасте 24 лет Агнесса вышла замуж за 26-летнего наследного принца Константина Лёвенштейн-Вертгейм-Розенбергского (1802—1838). Свадьба состоялась 31 мая 1829 года в Ротенбурге-на-Фульде. В семье родилось четверо детей, из которых выжили двое:
- Аделаида (1831—1908) — супруга короля Португалии Мигеля I, который находился в изгнании, имела семерых детей;
- Карл (1834—1921) — князь Лёвенштейн-Вертгейм-Розенбергский, был женат на принцессе Софии Лихтенштейнской, имел восемь детей.

Агнесса умерла вскоре после рождения мёртвой девочки в июне 1835 года. Она была погребена в княжеской гробнице францисканского монастыря Энгельберг в Гросхойбахе в Баварии.
Константин пережил супругу на три года и умер 27 декабря 1838 года и был похоронен рядом с ней.
Благодаря своей дочери Аделаиде и её восьми детям, потомками Агнессы и Константина являются Елизавета Амалия Австрийская, Елизавета, королева Бельгии, Мария Габриэла, кронпринцесса Баварии, Мария-Аделаида, Великая Герцогиня Люксембургская, Шарлотта, Великая Герцогиня Люксембургская, Антуанетта, кронпринцесса Баварии, Ксавье, герцог Пармы; Цита, императрица Австрии, Феликс Бурбон-Пармский и инфанта Мария Аделаида Португальская.